# Pavillon des Briars
Le pavillon des Briars est un bâtiment situé sur l'île de Sainte-Hélène dans l'Atlantique Sud, célèbre pour avoir hébergé l'empereur Napoléon Ier durant les deux premiers mois de son exil sur l'île. Situé sur le territoire du district d'Alarm Forest, il est propriété de la France depuis 1959. 

## Historique
Lors de l'arrivée de Napoléon Ier à Sainte-Hélène, celui-ci résidera les premières semaines dans cette maison. Le pavillon était alors la propriété de William Balcombe (en). De nombreux épisodes sont relatés sur le séjour de Napoléon Ier auprès de cette famille, notamment dans les mémoires de la fille cadette, Betsy Balcombe, plutôt espiègle. Le séjour de Napoléon aux Briars, du 18 octobre au 10 décembre 1815, a probablement été une des périodes les moins désagréables de sa captivité,. 
Les Balcombe seront les fournisseurs de Napoléon Ier et des autres exilés français pendant leur séjour sur l'île, de 1815 à 1818.
Le pavillon changera par la suite plusieurs fois de propriétaire jusqu'en 1959, date à laquelle Mabel Brookes, propriétaire du pavillon et arrière-petite-fille de William Balcombe, en fait don à la France.
Il est actuellement géré par le ministère des Affaires étrangères représenté par Michel Dancoisne-Martineau, conservateur des Domaines